# José Maria Eça de Queiroz

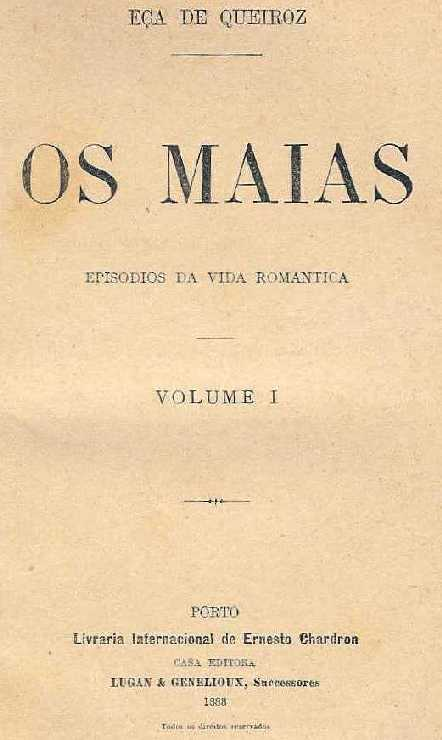
Första sidan av första utgåvan av Familjen Maia (1888).

José Maria Eça de Queiroz född 25 november 1845 i Póvoa de Varzim, Portugal, död 16 augusti 1900 i Paris, Frankrike, var en portugisisk författare.
José Maria Eça de Queiroz studerade juridik i Coimbra, innan han gav sig på författandet och anslöt sig till den romantiska Coimbraskolan. Var senare guvernör, diplomat och från 1879 konsul på Kuba, i Storbritannien och Paris från 1888. I sin första roman, O mistério da estrada de Sintra, som var ett samarbete med Ramalho Ortigao, var Eça de Queiroz en renodlad romantiker, men i O Crime do Padre Amaro gav han under inflytande av Emile Zola Portugal dess första realistiska roman. I den romanen, liksom i de följande O Primo Basílio och Os Maias är motivet den otillåtna kärleken. Eça de Queiroz senare romaner präglas av en mer moraliserande och satirisk stil.

### Titlar utgivna på svenska
- O Primo Basílio, 1878 (Kusin Basílio)
- Os Maias, 1888 (Familjen Maia)

### Titlar på originalspråk
- O mistério da estrada de Sintra, 1870 (e-bok)
- O Crime do Padre Amaro, 1875
- A tragédia da rua das flores, 1877-78
- O Primo Basílio, 1878
- O mandarim, 1880 (e-bok)
- As minas de Salomão, 1885 (e-bok)
- A relíquia, 1887 (e-bok)
- Os Maias, 1888
- Uma campanha alegre, 1890-91
- O tesouro 1893
- A Aia, 1894
- Adão e Eva no paraíso, 1897
- Correspondência de Fradique Mendes, 1900 (e-bok)
- A Ilustre Casa de Ramires, 1900 (e-bok)
- A cidade e as serras, 1901, postumt (e-bok)
- Contos Eça de Queirós|Contos, 1902, postumt
- Prosas bárbaras, 1903, postumt
- Cartas de Inglaterra, 1905, postumt (e-bok)
- Ecos de Paris, 1905, postumt
- Cartas familiares e bilhetes de Paris, 1907, postumt
- Notas contemporâneas, 1909, postumt
- Últimas páginas, 1912, postumt
- A Capital romance|A Capital,1925, postumt
- O conde de Abranhos, 1925, postumt
- Alves & Companhia, 1925, postumt
- Correspondência, 1925, postumt
- O Egipto, 1926, postumt
- Cartas inéditas de Fradique Mendes, 1929, postumt
- Eça de Queirós entre os seus - Cartas íntimas, 1949, postumt.